# Südafrikanische Cricket-Nationalmannschaft in Simbabwe in der Saison 2007
Die Tour der südafrikanischen Cricket-Nationalmannschaft nach Simbabwe in der Saison 2007 fand vom 22. bis zum 26. August 2007 statt. Die internationale Cricket-Tour war Bestandteil der Internationalen Cricket-Saison 2007 und umfasste drei ODIs. Südafrika gewann die Serie mit 3–0.

## Vorgeschichte
Für Simbabwe war es die erste Tour der Saison nach dem Cricket World Cup 2007, Südafrika spielte zuvor ein Turnier in Irland.
Das letzte Aufeinandertreffen der beiden Mannschaften bei einer Tour fand in der Saison 2004/05 in Südafrika statt.
Ursprünglich war für Simbabwe zuvor eine Tour gegen Australien geplant, jedoch wollte die australische Regierung unter John Howard ein Propaganda Coup für den simbabwischen Präsidenten Robert Mugabe vermeiden und verbot die Ausreise.

## Stadien
| Stadion            | Stadt    | Kapazität | Spiele      |
| ------------------ | -------- | --------- | ----------- |
| Queens Sports Club | Bulawayo | 9.000     | 1. ODI      |
| Harare Sports Club | Harare   | 10.000    | 2. & 3. ODI |

## Kaderlisten
Beide Mannschaften benannten die folgenden Kader.
| ODI | ODI |
| Simbabwe | Südafrika |
| --- | --- |
| - Prosper Utseya (K) - Gary Brent - Regis Chakabva - Elton Chigumbura - Graeme Cremer - Keith Dabengwa - Timycen Maruma - Hamilton Masakadza - Stuart Matsikenyeri - Christopher Mpofu - Tawanda Mupariwa - Vusi Sibanda - Tatenda Taibu (wk) - Brendan Taylor - Prosper Tsvanhu - Sean Williams | - Graeme Smith (K) - Gulam Bodi - Loots Bosman - AB de Villiers (wk) - Jean-Paul Duminy - Herschelle Gibbs - Albie Morkel - Morné Morkel - Makhaya Ntini - Vernon Philander - Shaun Pollock - Dale Steyn - Thandi Tshabalala - Johan van der Wath |

## Tour Match
| 9. – 12. August Scorecard | Harare | Zimbabwe Select XI 242 (99) & 169 (77) | – | South Africa A 280 (71.3) & 132-2 (37.2) |
|                           |        | South Africa A gewinnt mit 8 Wickets   |   |                                          |

| 15. – 18. August Scorecard | Bulawayo | South Africa A 542-7d (160.2)                         | – | Zimbabwe Select XI 155 (73.3) & 168 (72.2) (f/o) |
|                            |          | South Africa A gewinnt mit einem innings und 219 Runs |   |                                                  |

## One-Day Internationals

### Erstes ODI in Bulawayo
| 22. August Scorecard | Bulawayo | Simbabwe 206 (50)               | – | Südafrika 210-5 (46.4) |
|                      |          | Südafrika gewinnt mit 5 Wickets |   |                        |

### Zweites ODI in Harare
| 25. August Scorecard | Harare | Simbabwe 247-7 (50)             | – | Südafrika 251-2 (39.1) |
|                      |        | Südafrika gewinnt mit 8 Wickets |   |                        |

### Drittes ODI in Harare
| 26. August Scorecard | Harare | Südafrika 323-9 (50)          | – | Simbabwe 295-7 (50) |
|                      |        | Südafrika gewinnt mit 28 Runs |   |                     |

## Statistiken
Die folgenden Cricketstatistiken wurden bei dieser Tour erzielt.
| ODIs               | ODIs       | ODIs    | ODIs    | ODIs    | ODIs    | ODIs    | ODIs    | ODIs    |
| Batting            | Batting    | Batting | Batting | Batting | Batting | Batting | Batting | Batting |
| Spieler            | Mannschaft | Spiele  | Innings | Runs    | Average | HS      | 100s    | 50s     |
| ------------------ | ---------- | ------- | ------- | ------- | ------- | ------- | ------- | ------- |
| Tatenda Taibu      | Simbabwe   | 3       | 3       | 172     | 86,00   | 107*    | 1       | 0       |
| AB de Villiers     | Südafrika  | 3       | 3       | 170     | 85,00   | 107     | 1       | 1       |
| Graeme Smith       | Südafrika  | 3       | 3       | 170     | 56,66   | 96      | 0       | 2       |
| Herschelle Gibbs   | Südafrika  | 1       | 1       | 111     | 111,00  | 111     | 1       | 0       |
| Brendan Taylor     | Simbabwe   | 3       | 3       | 105     | 35,00   | 44      | 0       | 0       |
| Bowling            |            |         |         |         |         |         |         |         |
| Spieler            | Mannschaft | Spiele  | Overs   | Wickets | Average | BBI     | 5W      | 10W     |
| Morné Morkel       | Südafrika  | 3       | 30      | 4       | 29,00   | 2/39    | 0       | 0       |
| Dale Steyn         | Südafrika  | 1       | 10      | 3       | 21,66   | 3/65    | 0       | 0       |
| Johan van der Wath | Südafrika  | 2       | 17      | 3       | 36,33   | 2/50    | 0       | 0       |
| Elton Chigumbura   | Simbabwe   | 3       | 24      | 3       | 42,66   | 2/48    | 0       | 0       |
| Gary Brent         | Simbabwe   | 3       | 26      | 3       | 47,66   | 3/58    | 0       | 0       |
| Prosper Utseya     | Simbabwe   | 3       | 29      | 3       | 52,66   | 2/32    | 0       | 0       |

## Player of the Series
Als Player of the Series wurden die folgenden Spieler ausgezeichnet.
| Serie | Player of the Series |
| ----- | -------------------- |
| ODI   | AB de Villiers       |

### Player of the Match
Als Player of the Match wurden die folgenden Spieler ausgezeichnet.
| Spiel  | Player of the Match |
| ------ | ------------------- |
| 1. ODI | Gary Brent          |
| 2. ODI | Herschelle Gibbs    |
| 3. ODI | AB de Villiers      |